# Pleosoom
Het pleosoom bestaat uit de eerste drie segmenten van het pleon. Elk van die segmenten draagt een paar tweetakkige pleopoden. 
Bij vlokreeften (Amphipoda), bevinden zich epimerale platen ventraal aan de zijkant van ieder segment van het pleosoom. De vorm van deze platen heeft een belangrijke taxonomische waarde. Het pleosoom is in sommige subordes aanzienlijk gemodifieerd. Zo is het gehele pleon sterk gereduceerd bij de suborde Corophiidea.
De pleopoden bij tienpotigen (Decapoda) worden vaak aan elkaar vastgehaakt bij het zwemmen, waarbij het gehele pleon rhytmisch samentrekt.

Algemeen bouwplan van een vlokreeftje